# اهب
احاب یا اخاب یا اَحَب (عبری: אַחְאָבهای مدرن Aẖ'avهای Tiberian 'Aḥ'āḇ ; "برادر پدر"; اکدی: Aḫabbu; یونانی: Αχααβ; لاتین: Achab - Ahab) هفتمین پادشاه اسرائیل
وجود اهب از داستان‌های کتاب مقدس عبری منشأ می‌گیرد، که ۸۵۳ سال قبل از میلاد شلمنسر سوم پادشاه قدرتمند آشوری او را شکست داد.

## تاریخچه
موازنه قوا در تاریخ تمدن‌های بین‌النهرین قدمتی طولانی دارد. تاریخی سرشار از جنگ امپراطوران و شاهان از ترس یکدیگر. یکی از مهم‌ترین آن‌ها، آتش نبردی بود که ۱۲ شاه بین‌النهرین با ریاست هددزر، شاه دمشق و اهب شاه اسرائیل باستان علیه زیاده خواهی شلمنسر سوم در ۸۵۳ ق. م برافروختند تا از فزونی قدرت آشوریان بکاهند، اما شکست بدی خوردند. چنان‌که قرن‌ها بعد، ائتلاف دولت‌های عربی که سعی بر مهار زیاده خواهی اسرائیل داشتند، شکست خورد. اما تلاش برای موازنه قوا همیشه با شکست همراه نیست.
ایزابل، ۸۵ سال قبل از میلاد مسیح، همسری شاه اهب سلطان اسرائیل را پذیرفت و ملکه آن کشور شد. این زن مرموز و فتنه گر از ابتدای ورود به قصر پادشاهی، نقشه‌های هولناکی در سر داشت. نقشه برای ملوث کردن دین آن‌ها و سپس تحمیل آیین شرک به مردم ساده دل. او با سیاستی مدبرانه چنان بر شاه اهب تسلط یافت که وادارش کرد تا دین او را پذیرفته و معابد پرشکوهی بنا کند. آنگاه به ترغیب مردم در پذیرفتن این دین نوظهور پرداخت. به آن‌ها که روستایی بینوایی بودند، وعده‌های زیادی داد و به تدریج معابد پر شدند.
اما ناگهان آوازه مخالفت مردی مؤمن به نام الیجاه او را سخت به وحشت انداخت. این مرد متعصب عده زیادی را به دور خود جمع کرده بود تا با او مبارزه کرده و معابد کفر آفرینش را ویران کنند.
ایزابل که زن ترسویی نبود بی درنگ عده‌ای را اجیر کرد تا هرکسی که دم از مخالفت با دین او را می‌زند، نابود کنند! کم‌کم اغتشاش اوضاع، شاه اهب را به وحشت انداخت. اما ایزابل برای تحکیم نفوذ خود بر اهب، فرزندی به دنیا آورد. (البته در برخی روایات گفته شده که اهب مردی عقیم بوده) آنگاه باز به مبارزه پرداخت و دستور داد مزرعه‌های مخالفان را آتش زده و زن و بچه‌های آن‌ها را مقابل چشمانشان بکشند!
این خونریزی‌ها عکس‌العمل بدی داشتند، زیرا به تدریج پیروانش از گرد او پراکنده شده و به دسته الیجاه می‌پیوستند. هنگامی که الیجاه نگون‌بخت را به دستور او گردن می‌زدند، فریاد زد: روزی می‌رسد که بدن نجست را سگ‌ها بدرند! و خیلی زود این پیش‌بینی به صورت عمل درآمد. زیرا عاقبت مردم ستمدیده به رهبری سربازی شجاع به نام جئو شورش کردند و در مدت کمتر از چند ساعت بر اوضاع کاملاً مسلط شدند. ایزابل مغرور را از بام قصرش به پایین پرت کردند و اسب‌های سربازان با شعفی وصف ناپذیر بدنش را لگدمال نمودند. آنگاه سگ‌های گرسنه جشن گرفتند!
داستان میکایا، در کتاب اول پادشاهان آمده است. در این داستان، پادشاه شمالی اسرائیل (که معمولاً اهب فرض می‌شود) به نزد جهوشافات، پادشاه یهودا می‌رود و از او می‌پرسد که آیا به همراه او برای تسخیر راموت-گیلاد می‌رود که در اختیار شاه آرام است یا خیر. جهوشافات به او می‌گوید که بهتر است اول از خداوند بپرسد که چه کند. اهب به پیامبران خود خبر می‌دهد و آن‌ها می‌گویند که پروردگار (آدونای) راموت-گیلاد را به اهب خواهد داد. جهوشافات می‌گوید که آیا پیامبر دیگری هست که از او نظر پروردگار یهوه را بپرسد؟ اهب به میکایا پسر ایملاه اشاره می‌کند، ولی می‌گوید که از او خوشش نمی‌آید، به خاطر اینکه پیش‌بینی‌های قبلی او نسبت به اهب مثبت نبوده‌است. فردی به نزد میکایا می‌رود و به او می‌گوید که بهتر است پیش‌بینی مثبتی به اهب دهد. میکایا به آن فرد می‌گوید که او فقط پیغام خداوند را می‌رساند. میکایا به نزد اهب می‌رود. در ابتدا او نیز حرف پیامبران دیگر را تأیید می‌کند و می‌گوید که اهب باید به جنگ برود؛ ولیکن اهب به او شک دارد و به او اصرار می‌کند که حقیقت را بگوید و میکایا می‌گوید که یهوه به اهب دستور داده تا به جنگ برود تا کشته شود. در رؤیای میکایااو به عرش خداوند نیز می‌رسد و آن را می‌بیند. در رؤیا، میکایا می‌بیند که روحی می‌آید و پیشنهاد می‌دهد که دروغگو در دهان پیامبران باشد. از این رو، پیش‌بینی بقیه پیامبران بر اساس این روح دروغگو بوده‌است. اهب دستور می‌دهد که میکایا زندانی شود تا اینکه او از جنگ سالم برگردد. اهب در جنگ، لباس مبدل می‌پوشد تا پیش‌بینی میکایا به حقیقت نپیوندد؛ ولیکن یک تیر بی هدف به او اصابت می‌کند و او را می‌کشد و حرف میکایا به حقیقت می‌رسد و حرف ۴۰۰ پیامبر اهب دروغ درمی آید.

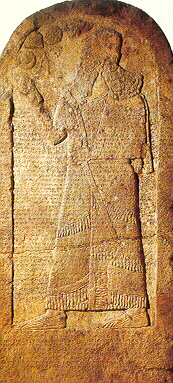
شمایلی از شلمنسر سوم (۸۵۹–۸۲۴ قبل از میلاد) نام کرخ یکپارچه اهاب، پادشاه.

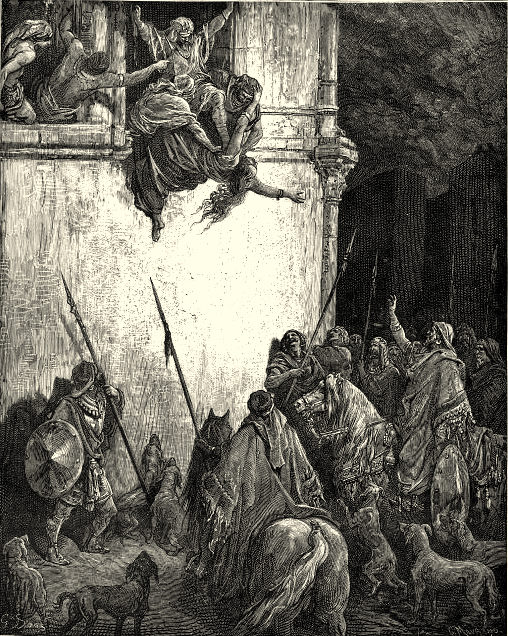
تصویری از کتاب مقدس که ملکه ایزابل در یزرعیل، توسط گوستاو از بالای قلعه به پایین سقوط می‌کند

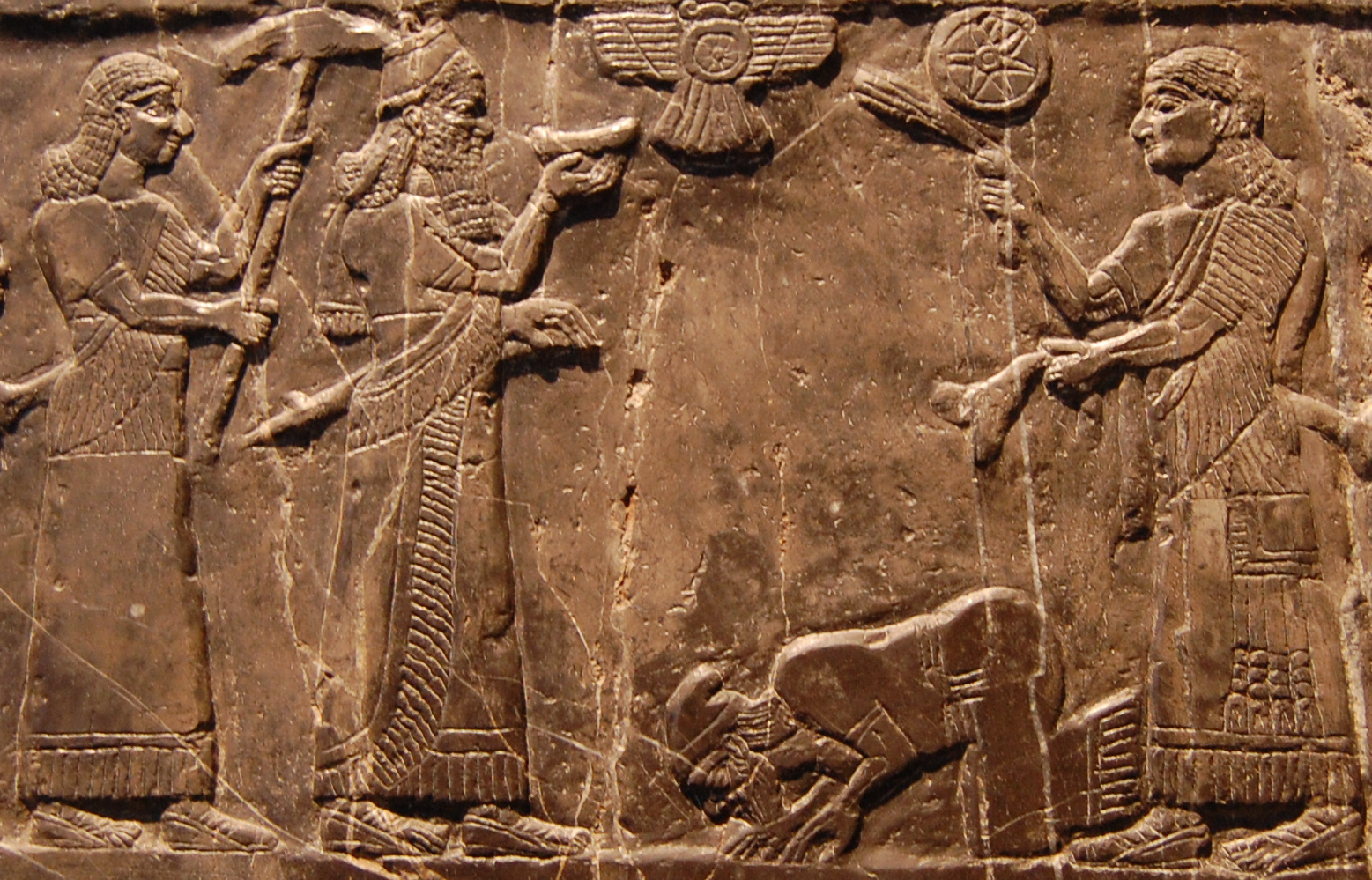
شاه یهودیه اسرائیل در حال خاک‌بوسی در پیش شلمنسر سوم پادشاه آشوری